# Ernst Frederik Düring-Rosenkrantz
Ernst Frederik lensbaron Düring-Rosenkrantz, født Düring (født 28. februar 1830 i Aarhus, død 25. maj 1890 på Tulstruplund (Urbanslyst) i Asminderød) var en dansk godsejer.
Düring-Rosenkrantz var søn af lensbaron Carl Frederik Düring-Rosenkrantz og Marie Elisabeth Dorothea født baronesse Rosenkrantz. Fra 1871 til 1873 ejede han Nebbegård (købt for 100.000 rigsdaler, solgt for 110.000 rigsdaler) og i 1876 arvede han substitutionen for Baroniet Willestrup. Han blev hofjægermester og ritmester.
Den 9. juli 1874 ægtede han i København Caroline "Lily" Amailie komtesse Schulin (født 21. maj 1846 i Hamborg, død 1. februar 1918 i Fredensborg), datter af greve Hans Sigismund Frederik Alexander William Schulin og Ida Augusta komtesse Holck. Ægteskabet var barnløst, og han døde som sidste mand af sin slægt.